# 칼리스토 (신화)

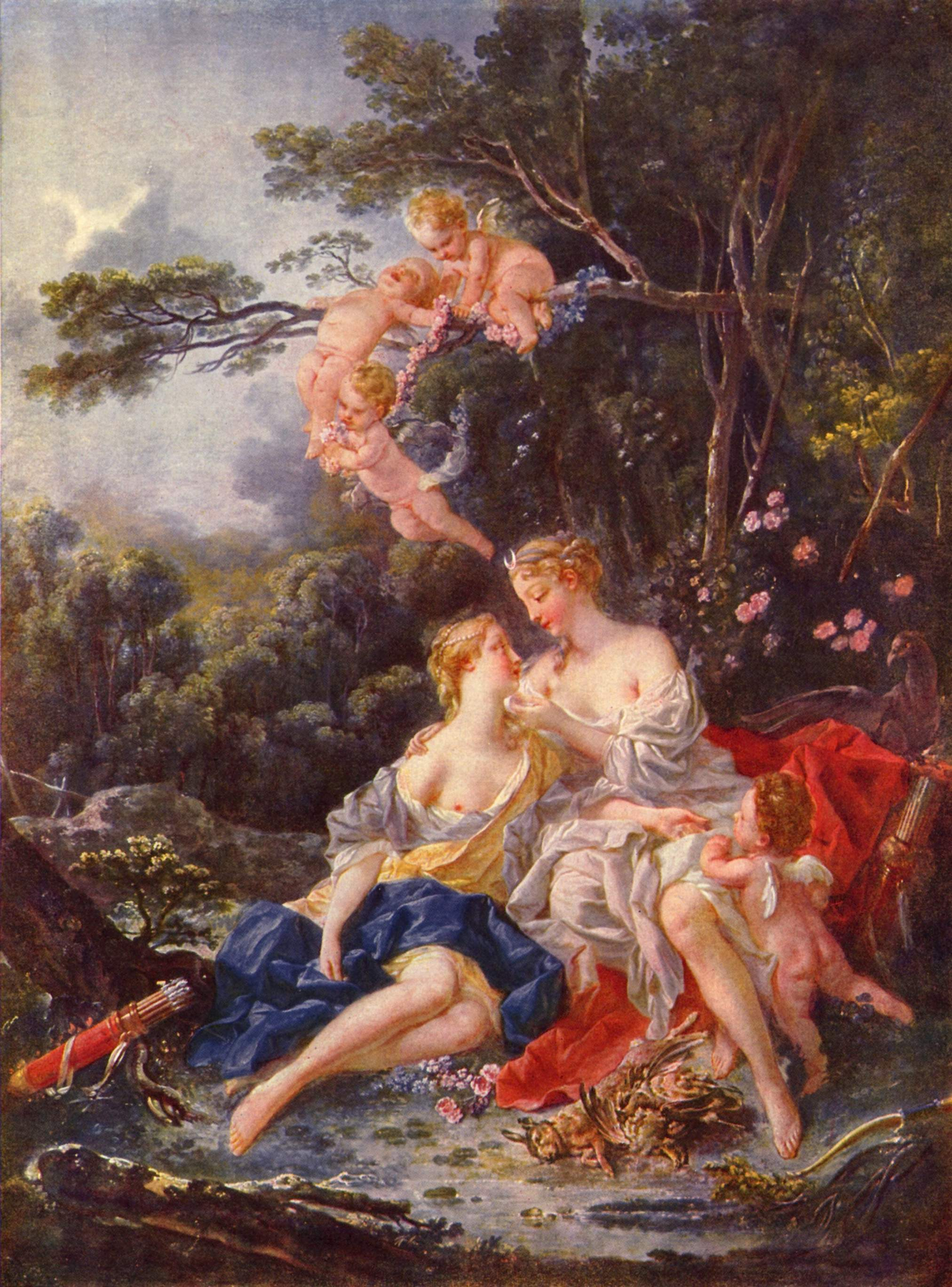
《유피테르와 칼리스토》, 프랑수아 부셰 작품.

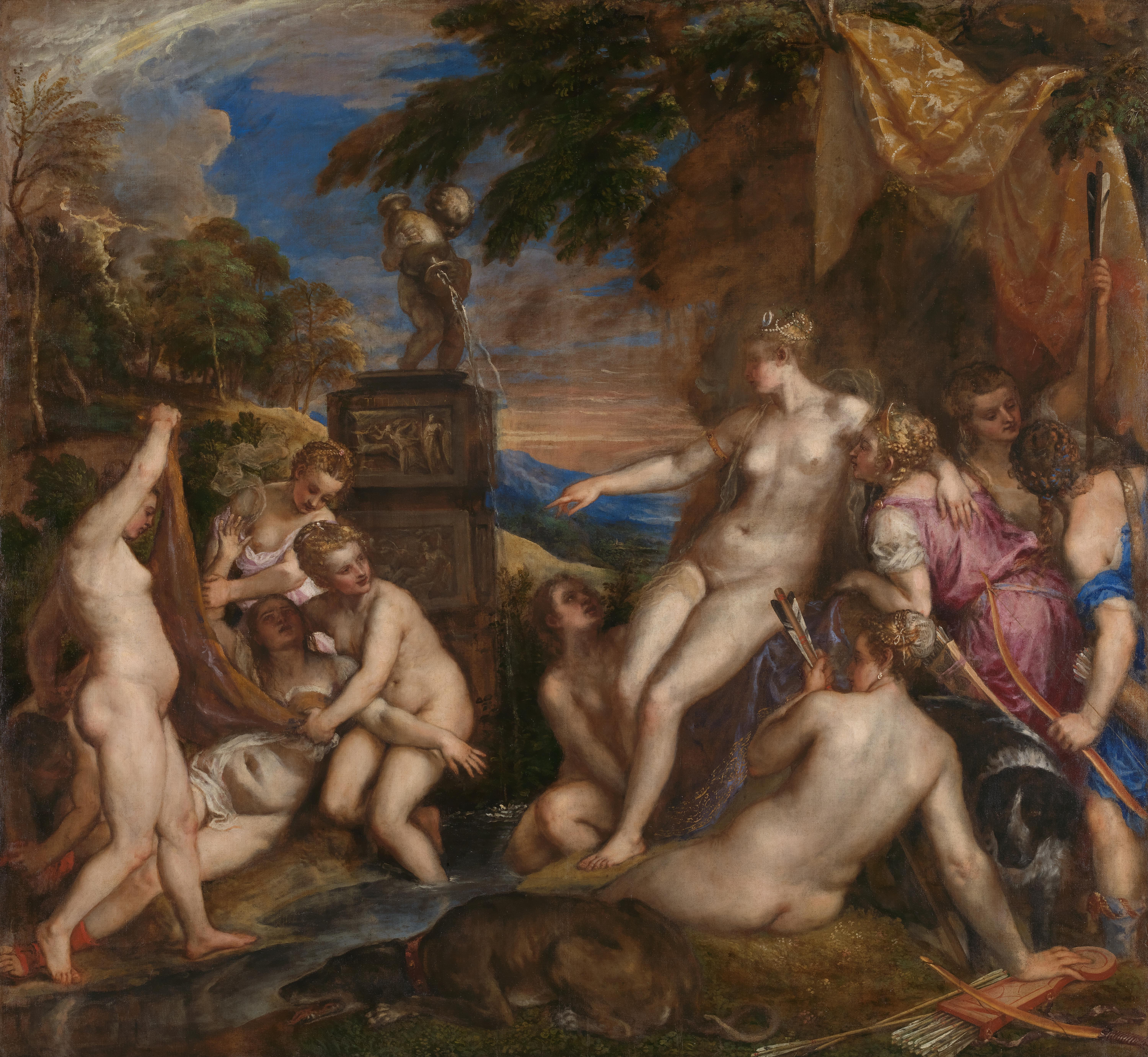
《아르테미스와 칼리스토》, 티티안 작품.

그리스 신화에서 칼리스토(그리스어: Καλλιστώ, ‘가장 아름다운’이란 뜻의 καλλιστη에서 왔음)는 아르카디아의 왕 뤼카온의 딸이며, 신화에 따라 요정으로 나오기도 한다.
칼리스토는 아르테미스를 섬겨 처녀로 남기로 맹세했다. 하지만 칼리스토는 너무 아름다웠기 때문에, 모든 남신들은 칼리스토를 짝사랑하게 되었다. 그 중 칼리스토에게 눈독을 들인 제우스가 그녀에게 반하여, 아르테미스의 모습으로 변해 접근한 후 사랑을 나누었고, 9달이 지난 후 목욕을 하던 도중 아르테미스에게 아이를 가진 것이 탄로난 칼리스토는, 맹세를 어겼기 때문에 아르테미스의 무리로부터 멀리 쫓겨나, 동굴 안에서 아들 아르카스를 낳는다.
그러던 어느 날 아르카스가 걸음마를 할 줄 알게 되자, 아르카스가 동굴 밖으로 나간다. 칼리스토는 아르카스를 동굴 안으로 데려오려고 동굴 밖으로 나가다가, 제우스의 부인 헤라를 만난다. 이 사실을 안 헤라는 칼리스토의 변명을 듣지도 않고, 칼리스토를 곰으로 만들었고, 남겨진 아르카스는 어느 농부에게 발견되어 키워졌다.
곰이 된 칼리스토는 숲에서 홀로 지냈는데, 수년 후 훌륭한 사냥꾼이 된 아르카스가, 어느 날 곰이 된 칼리스토와 마주치게 되었다. 한눈에 아들을 알아본 그녀가 아들한테 다가갔지만, 어머니를 몰라본 아들은 겁에 잔뜩 질려 화살을 쏘아 죽이려고 하였다.
곰이 된 어머니를 숲에서 만나 아르카스가 죽이려 하자, 제우스가 둘을 하늘에 올려 큰곰자리와 작은곰자리로 만들었다. 별자리가 된 후에도 헤라는 이들이 바다에서 휴식을 취할 수 없도록, 포세이돈 혹은 오케아노스와 테티스 (티탄)와 짜고 계속해서 북극의 하늘만을 맴돌도록 하였다. 그 뒤로 오랜 세월이 흘러 헤라의 질투가 누그러들자, 칼리스토의 꼬리가 바다에 닿을 수 있게 되었다고 한다.

## 같이 보기
- 큰곰자리
- 작은곰자리
- 칼리스토 (위성)
- 엔헤두안나